# جی‌جی فیلد
جی‌جی فیلد (انگلیسی: JJ Feild؛ زادهٔ ۱۹۷۸ (۴۶–۴۷ سال)) هنرپیشه اهل انگلیسی-آمریکایی است.
از فیلم‌ها یا برنامه‌های تلویزیونی که وی در آن نقش داشته‌است می‌توان به کاپیتان آمریکا: نخستین انتقام‌جو، قتل بر روی نیل(فیلم ۲۰۰۴)، کی-۱۹: ویدومیکر، خون: آخرین خون‌آشام، سنچوریون، تل استار: داستان جو میک، آخرین سفارش‌ها، آستنلند و پروفسور مارستون و زنان شگفت‌انگیز اشاره کرد.